# Championnat de France Handivalide Miniji
Le Championnat de France Handivalide Miniji, officiellement nommé  par la Fédération française de voile,  Championnat de France Handivalide Solitaire sur MiniJi, est une compétition de régate à voile au niveau national français. Il permet à des personnes handicapées et valides de concourir sur la même régate à voile (même départ) et dans une situation d'égalité de moyens.
Cette régate se cours exactement au même moment même lieu et donc même départ que le National de la classe MiniJI. 
Un classement handisport-voile (regroupant exclusivement les coureurs en situation de handicap), en parallèle du National MiniJI fut établi depuis 1992 (National MiniJi organisé à Marseille). 
Ce championnat se court  uniquement sur MiniJI. 

## Organisateurs
Le Championnat de France Handivalide et Paravoile Solitaire est organisé une fois par an, sous l'égide la Fédération française de voile. Ce championnat est de grade 3.

## Titres décernés

### Les titres de champions de France
Les titres FFVoile de  Champion(ne), de  Vice  champion(ne)  de  France  et  de troisième sont décernés :
- aux trois premiers du classement Handi-Valide, (classement mixte)
- aux trois premières féminines.

### Les titres handisport
Les titres handisport de champion(ne), de vice-champion(ne) de France et de troisième sont décernés :
- aux trois premiers du classement handisport, (classement mixte)
- aux trois premières féminines handisport.

à partir du classement général du championnat de France, par extraction (sans re-calcul des points)

## Classements
À partir de 2018, il y a 4 classements :
- Championnat de France Paravoile Féminin (classement des concurrentes handisports féminines),
- Championnat de France Paravoile Open (classement de l'ensemble de tous les concurrents handisports),
- Championnat de France Handivalide Féminin (classement de l'ensemble des concurrentes féminines),
- Championnat de France Handivalide Solitaire (classement de l'ensemble de tous les concurrents).

## Compilation (partielle) des classements handisport - voile (ou handivoile) puis handivalide solitaire, depuis 1992
| Date                                                | Club organisateur : lieu                             | Nom de la compétition                                               | Nombre d'inscrits                                   | Médaille d'or Nom Prénom / club                     | Médaille d'argent Nom Prénom / club                 | Médaille de bronze Nom Prénom / club                                          | Classement officiel                                              |
| --------------------------------------------------- | ---------------------------------------------------- | ------------------------------------------------------------------- | --------------------------------------------------- | --------------------------------------------------- | --------------------------------------------------- | ----------------------------------------------------------------------------- | ---------------------------------------------------------------- |
| Aucune dénomination officielle                      |                                                      |                                                                     |                                                     |                                                     |                                                     |                                                                               |                                                                  |
| 1992                                                | ??? : rade de Marseille                              | Coupe de France handisport                                          | 6                                                   | Philippe Balle / Nancy                              | Aldebert Catherine / Apt                            | Mollo Marc / Apt                                                              | -                                                                |
| 18 au 19 septembre 1993                             | Y. C. S. C. (????) : ??????                          | ???/???                                                             | ???/???                                             | ???/???                                             | ???/???                                             | ???/???                                                                       | ???/???                                                          |
| 1994                                                | Saint Chamas (????) : étang de Berre                 | ???                                                                 | ???                                                 | Balle Philippe / ???                                | ??? / ???                                           | ??? / ???                                                                     | -                                                                |
| 1995                                                | C. N. Saint Pol de Léon : plan d'eau de la Groux     | Championnats handisports                                            | 20                                                  | Balle Philippe / Cap Kouroz Montpellier             | Plantevin Régis / Martigues                         | Crépel Thierry / Bondy                                                        | -                                                                |
| 1996                                                | C. V. Pierre Percée : lac de Pierre-Percée           | Championnats de France handisport 96                                | 9                                                   | Balle Philippe / Cap Kouros Montpellier             | Plantevin Régis / Aix en Provence                   | Ex æquo : Bouvry Gilles / Saint Pol de Léon ; Jung Pierre / Saint Pol de Léon | -                                                                |
| 1 au 3 août 1997                                    | C.N. Balaruc les bains : étang de Thau               | Championnats de France handisport 1997                              | 8                                                   | Balle Philippe / Club Cap Kouros Montpellier        | Mollo Marc / Handisport Marseille                   | Plantevin Régis / Marseille                                                   | -                                                                |
| 28 au 30 août 1998                                  | C. N. Arree (Sizun-Comana) : lac du Drennec          | Classement général Handi                                            | 21                                                  | Plantevin Régis / Handisport Aixois                 | Galinou Benoît / C V Arcachon                       | Crépel Thierry / ASHM Bondy                                                   | Flash Info #17                                                   |
| 1999                                                | C. V. S. M. (Soustons) : étang de Soustons           | Classement général Handi                                            | 3                                                   | Plantevin Régis / Handisport Aixois                 | Galinou Benoît / Handisport 33                      | Le Fur Yves / AHSA Brest                                                      | Flash Info #23                                                   |
| 25 au 27 août 2000                                  | Y. C. Rouen 76 : Arques-la-Bataille                  | Classement général Handi                                            | ???                                                 | Jung Pierre / HCL Saint Pol de Léon                 | Le Fur Yves / Handivoile Brest                      | Lecoanet Jean philippe / Handisport Soustons                                  | Flash Info #xx (antérieur au #40)                                |
| 31 août 2001 au 2 septembre 2001                    | C. V. T. G. (Saint Nicolas de la Grave)              | -                                                                   | 22                                                  | ????/????                                           | ????/????                                           | ????/????                                                                     | -                                                                |
| Championnat de France Handisport voile (handivoile) |                                                      |                                                                     |                                                     |                                                     |                                                     |                                                                               |                                                                  |
| 29 au 31 août 2002                                  | C. V. S. M. (Soustons) : étang de Soustons           | Championnats de France handivoile                                   | 12                                                  | Galinou Benoit / Handisport 33                      | Mirc Jean - Claude / Handivoile MiniPyrénées        | Gourves Laurent / Handivoile Brest                                            | -                                                                |
| 27 au 30 août 2003                                  | S.R. Douarnenez : baie de Douarnenez                 | Deuxième championnat de France handivoile                           | 19                                                  | TOURNEUX Hervé / S R VANNES                         | GOURVES Laurent / Handivoiles Brest                 | CHAFFARD Loïc / S. R. V. Annecy                                               | -                                                                |
| 19 au 21 août 2004                                  | C. V. S. M. (Soustons) : étang de Soustons           | Championnats de France voile handisport                             | 17                                                  | TOURNEUX Hervé / S R VANNES                         | Lahrant Hervé / Cornouaille Quimper                 | CHAFFARD Loïc / S. R. V. Annecy                                               | -                                                                |
| 25 au 27 août 2005                                  | Yacht Club de Vichy : rivière Allier                 | Championnats de France de voile handisport                          | 22                                                  | TOURNEUX Hervé / S R VANNES                         | GOURVES Laurent / Handivoiles Brest                 | Mirc Jean - Claude / Handivoile MiniPyrénées                                  | FlashInfo #58                                                    |
| 24 au 26 août 2006                                  | B. N. M. Luçon : Plan d'eau des Guifettes            | Championnats de France de voile handisport                          | 27                                                  | TOURNEUX Hervé / Société des Régates de Vannes      | GOURVES Laurent / Handivoiles Brest                 | Mirc Jean - Claude / Handivoile MiniPyrénées                                  | -                                                                |
| 23 au 25 août 2007                                  | C. N. Saint-Étienne : rivière Loire                  | Championnats de France de voile handisport                          | 30                                                  | MORAINES Magali / HANDIVOILE MIDI PYRENNEES         | GOURVES Laurent / HANDIVOILE BREST                  | TOURNEUX Herve / S R VANNES                                                   | https://www.ffvoile.fr/ffv/sportif/ClmtCompetDet.asp?clid=40433  |
| 28 au 30 août 2008                                  | C. V. Bordeaux Carcans Maubuisson : étang de Carcans | Championnats de France handi-voile                                  | 43                                                  | TOURNEUX Hervé / S R VANNES                         | Le Moal Janick / Handivoile Brest                   | GOURVES Laurent / Handivoile Brest                                            | -                                                                |
| 23 au 28 août 2009                                  | C. V. Martigues : étang de Berre                     | Championnats de France handisport voile                             | 35                                                  | TOURNEUX Hervé / S R VANNES                         | BERTHOMME Marcel / Access vie handisport            | GOURVES Laurent / Handivoile Brest                                            | -                                                                |
| 23 au 28 août 2010                                  | C. N. Manuréva Balaruc : étang de Thau               | Classement général classe HANDI                                     | 33                                                  | GOURVES Laurent / HANDIVOILE BREST                  | TOURNEUX Hervé / S R VANNES                         | BERTHOMME Marcel / C. V. G. V.                                                | -                                                                |
| 22 au 26 août 2011                                  | S. N. L. F. (Thonon-les-bains) : lac léman           | Championnats de France handisport de voile 2011                     | 42                                                  | CANTIN Kevin / C. V. G. V.                          | LE MOAL Janik / Handivoile Brest                    | CARPIER Mathieu / S. N. O. Nantes                                             | -                                                                |
| Championnats de France HANDI VALIDE MINIJI          |                                                      |                                                                     |                                                     |                                                     |                                                     |                                                                               |                                                                  |
| 27 au 31 août 2012                                  | C. N. K. Port La Foret : baie de Concarneau          | CHAMPIONNATS DE FRANCE HANDIVALIDE MINIJI 2012                      | 41                                                  | TOURNEUX Hervé / S R VANNES                         | LE MOAL Janik / Handivoile Brest                    | VENNIN Jean-marie / Saint Quentin en Yvelines                                 | -                                                                |
| 25 au 28 août 2013                                  | C. V. Bordeaux Carcans Maubuisson : étang de Carcans | ???/???                                                             | ???/???                                             | ???/???                                             | ???/???                                             | ???/???                                                                       | ???/???                                                          |
| 27 au 29 août 2014                                  | S. R. Antibes : baie d'Antibes                       | Championnats de France Promotion Handivalide MiniJi                 | 33                                                  | TOURNEUX Herve / S R VANNES                         | BERTHOMME Marcel / C. V. G. V.                      | CARPIER Mathieu / S N O NANTES                                                | -                                                                |
| 29 juin au 3 juillet 2015                           | E. V. Rochelaise : baie de La Rochelle               | Championnats de France Handivalide MiniJi                           | 41                                                  | TOURNEUX Hervé / S. R. VANNES                       | DAGAULT XAVIER / S. R. S. P. QUIBERON               | GOURVES LAURENT / HANDIVOILE BREST                                            | -                                                                |
| 22 au 27 août 2016                                  | Y. C. Mèze : étang de Thau                           | Championnats de France handivalide sur Miniji - 2016                | 31                                                  | TOURNEUX Hervé / S. R. VANNES                       | BERTHOMME Marcel / ACCESS VIE HANDISPORT            | GACHIGNARD Daniel / S. R. VANNES                                              | -                                                                |
| 9 au 14 juillet 2017                                | C. N. Roscoff : baie de Roscoff                      | CHAMPIONNATS DE FRANCE PARA VOILE 2017                              | 35                                                  | TOURNEUX Hervé / S. R. VANNES                       | BERTHOMME Marcel / C. V. G. V.                      | CARPIER Mathieu / S N O NANTES                                                | -                                                                |
| 26 au 31 août 2018                                  | C.N. Saint-Raphaël : baie de Saint-Raphaël           | Championnats de France Handivalide Solitaire sur MiniJi             | 30                                                  | TOURNEUX Hervé / S. R. VANNES                       | CARPIER MATHIEU / S. N. O. NANTES                   | GOURVES Laurent / C. N. K. PORT LA FORET                                      | https://www.ffvoile.fr/ffv/sportif/ClmtCompetDet.asp?clid=145405 |
| 25 au 30 août 2019                                  | C. V. Bordeaux Carcans Maubuisson                    | Championnats de France Handivalide Solitaire et Paravoile           | 28                                                  | TOURNEUX Hervé / S. R. VANNES                       | BERTHOMME Marcel / C. V. G. V.                      | GOURVES Laurent / C. N. K. PORT LA FORET                                      | https://www.ffvoile.fr/ffv/sportif/ClmtCompetDet.asp?clid=157956 |
| 2020                                                | Annulation pour cause de crise sanitaire (Covid-19)  | Annulation pour cause de crise sanitaire (Covid-19)                 | Annulation pour cause de crise sanitaire (Covid-19) | Annulation pour cause de crise sanitaire (Covid-19) | Annulation pour cause de crise sanitaire (Covid-19) | Annulation pour cause de crise sanitaire (Covid-19)                           | Annulation pour cause de crise sanitaire (Covid-19)              |
| 4 au 9 juillet 2021                                 | C. N. Roscoff : baie de Roscoff                      | Championnats de France Handivalide et Paravoile Solitaire           | 16                                                  | TOURNEUX Hervé / S. R. VANNES                       | GOURVES Laurent / C. N. R. ETEL                     | CARPIER MATHIEU / S. N. O. NANTES                                             | http://www.ffvoile.fr/ffv/sportif/ClmtCompetDet.asp?clid=167210  |
| 29 août au 02 septembre 2022                        | C.N. Saint-Raphaël : baie de Saint-Raphaël           | Championnats de France Handivalide Solitaire et Paravoile           | 17                                                  | TOURNEUX Hervé / S. R. VANNES                       | BERTHOMME Marcel / C. V. G. V.                      | CARPIER MATHIEU / S. N. O. NANTES                                             | https://www.ffvoile.fr/ffv/sportif/ClmtCompetDet.asp?clid=180190 |
| 2023                                                |                                                      |                                                                     |                                                     |                                                     |                                                     |                                                                               |                                                                  |
| 08 au 11 mai 2024                                   | Association des grands prix des écoles navales       | ASSOCIATION GRAND PRIX ECOLE NAVALE GPEN - CF Handivalide Solitaire | 15                                                  | TOURNEUX Hervé / S. R. VANNES                       | GOURVES Laurent / C. N. R. ETEL                     | DENIS Pierre / C.V. SAINT QUENTIN EN YVELYNES                                 | http://www.agpen.fr                                              |

### Évolution (partielle) du nombre de participant aux championnats de France Handivalide et Paravoile Solitaire depuis 1992
Pour des raisons techniques, il est temporairement impossible d'afficher le graphique qui aurait dû être présenté ici.

### Bilan (partiel) par coureur
Le tableau suivant présente le bilan individuel des coureurs (homme et femme) ayant atteint le podium des championnats de France Handivalide et Paravoile Solitaire,  au moins une fois depuis 2012.
| Rang | Nom Prénom               | Médaille(s) d'or : année(s) | Médaille(s) d'argent : année(s)                    | Médaille(s) de bronze : année(s)                              | Nombre de médaille(s) obtenue(s) |
| ---- | ------------------------ | --- | -------------------------------------------------- | ------------------------------------------------------------- | --- |
| 1    | Tourneux Hervé           | 2003 (1) 2004 (2) 2005 (3) 2006 (4) - 2008 (5) 2009 (6) - 2012 (7) - 2014 (8) 2015 (9) 2016 (10) 2017 (11) 2018 (12) 2019 (13) - 2021 (14) 2022 (15) | - - 2010 (1) -                                     | - - 2007 (1) -                                                | 17 médailles, dont : 15 médailles d'or (2003, 2004, 2005, 2006, 2008, 2009, 2014, 2015, 2016, 2017, 2018, 2019, 2021, 2022), 1 médaille d'argent (2010), 1 médaille de bronze (2007). |
| 2    | Balle Philippe           | 1992 (1) - 1994 (2) 1995 (3) 1996 (4) 1997 (5) | - -                                                | - -                                                           | 5 médailles, dont : 5 médailles d'or (1992, 1994, 1995, 1996, 1997). |
| 3    | Plantevin Régis          | - - 1998 (1) 1999 (2) | 1995 (1) 1996 (2) -                                | - - 1997 (1) -                                                | 5 médailles, dont : 2 médailles d'or (1998, 1999), 2 médailles d'argent (1995, 1996), 1 médailles de bronze (1997).                                                                   |
| 4    | Galinou Benoît           | - - 2002 (1) | 1998 (1) 1999 (1) -                                | - -                                                           | 3 médailles, dont : 1 médaille d'or (2002), 2 médailles d'argent (1998,1999). |
| 5    | Jung Pierre              | - - 2000 (1) | - -                                                | 1996 (1) -                                                    | 2 médailles, dont : 1 médaille d'or (2000), 1 médaille de bronze (1996). |
| 6    | MORAINES Magali          | 2007 (1) | -                                                  | -                                                             | 1 médaille, dont : 1 médaille d'or (2007). |
| 7    | Cantin Kévin             | 2011 (1) | -                                                  | -                                                             | 1 médaille, dont : 1 médaille d'or (2011). |
| 8    | Gourves Laurent          | - - 2010 (1) - | - 2003 (1) - 2005 (2) 2006 (3) 2007 (4) - 2021 (5) | 2002 (1) - 2008 (2) 2009 (3) - 2015 (4) - 2018 (5) 2019 (6) - | 12 médailles, dont : 1 médaille d'or (2010), 5 médailles d'argent (2003, 2005. 2006, 2007, 2021), 6 médailles de bronze (2002, 2008, 2009, 2015, 2018, 2019).                         |
| 9    | Berthomme Marcel         | - - | 2009 (1) - 2014 (2) - 2016 (3) 2017 (4) - 2019 (5) | - 2010 (1) -                                                  | 6 médailles, dont : 5 médailles d'argent (2009, 2014, 2016, 2017, 2019), 1 médaille de bronze (2010).                                                                                 |
| 10   | Le Moal Janik            | - - | 2008 (1) - 2011 (2) 2012 (3)                       | - -                                                           | 3 médailles, dont : 3 médailles d'argent |
| 11   | Carpier Mathieu          | - - | - - 2018 (1) -                                     | 2011 (1) - 2014 (2) - 2017 (3) - 2021 (4)                     | 5 médailles, dont : 1 médaille d'argent (2018), 4 médailles de bronze (2011, 2014, 2017, 2021).                                                                                       |
| 12   | Mirc Jean - Claude       | - - | 2002 (1) -                                         | - - 2005 (1) 2006 (2)                                         | 3 médailles, dont : 1 médaille d'argent (2002), 2 médailles de bronze (2005, 2006).                                                                                                   |
| 13   | Mollo Marc               | - - | - - 1997 (1)                                       | 1992 (1) -                                                    | 2 médailles, dont : 1 médaille d'argent (1997), 1 médaille de bronze (1992). |
| 14   | Le Fur Yves              | - - | - 2000 (1)                                         | 1999 (1) -                                                    | 2 médailles, dont : 1 médaille d'argent (2000), 1 médaille de bronze (1999). |
| 15   | Aldebert Catherine       | - | 1992 (1)                                           | -                                                             | 1 médaille, dont : 1 médaille d'argent (1992). |
| 16   | Lahrant Hervé            | - | 2004 (1)                                           | -                                                             | 1 médaille, dont : 1 médaille d'argent (2004). |
| 17   | Dagault Xavier           | - | 2015 (1)                                           | -                                                             | 1 médaille, dont : 1 médaille d'argent (2015). |
| 18   | Crépel Thierry           | - - | - -                                                | 1995 (1) - 1998 (2)                                           | 2 médailles, dont : 2 médailles de bronze (1995, 1998). |
| 19   | Chaffard Loïc            | - - | - -                                                | 2003 (1) 2004 (2)                                             | 2 médailles, dont : 2 médailles de bronze (2003, 2004). |
| 20   | Bouvry Gilles            | - |                                                    | 1996 (1)                                                      | 1 médaille, dont : 1 médaille de bronze (1996). |
| 21   | Lecoanet Jean - Philippe | - | -                                                  | 2000 (1)                                                      | 1 médaille, dont : 1 médaille de bronze (2000). |
| 22   | Vennin Jean - Marie      | - | -                                                  | 2012 (1)                                                      | 1 médaille, dont : 1 médaille de bronze (2012). |
| 23   | Gachignard Daniel        | - | -                                                  | 2016 (1)                                                      | 1 médaille, dont : 1 médaille de bronze (2016). |
| 24   | DENIS Pierre             | - | -                                                  | 2024 (1)                                                      | 1 médaille, dont : 1 médaille de bronze (2024). |